# Spiesia polyphylla
Spiesia polyphylla là một loài thực vật có hoa trong họ Đậu. Loài này được (Ledeb.) Kuntze miêu tả khoa học đầu tiên năm 1891.